# 柒牌
福建柒牌时装科技股份有限公司，簡稱柒牌，是中華人民共和國服裝品牌，1979年由洪肇設創立，總部位於福建省晉江市英林鎮，業務以男裝為主。

## 簡介
柒牌公司由洪肇設於1979年創立，其官方網站描述它是「一家以服饰研究、设计和制造为主，集销售为一体的综合性集团公司」。
在2007年中國品牌500強排行榜上，「柒牌」以品牌價值57.95億元居第112名，位居全國紡織服裝行業品牌前列，比2004年的第一次評估上升了170位，品牌價值淨增36.37億元。同年柒牌還榮膺「2007中國紡織十大品牌文化企業」稱號。
柒牌男裝在北京奧運成為了升旗手制服贊助商。
2019年，柒牌邀請了基斯坦奴·朗拿度為代言人。

## 軼事
由於「柒」與粵語粗口諧音，這個品牌的名稱經常被香港網民當成笑話。

## 外部鏈結
- 柒牌官網 （页面存档备份，存于）